# Swamy Rotolo

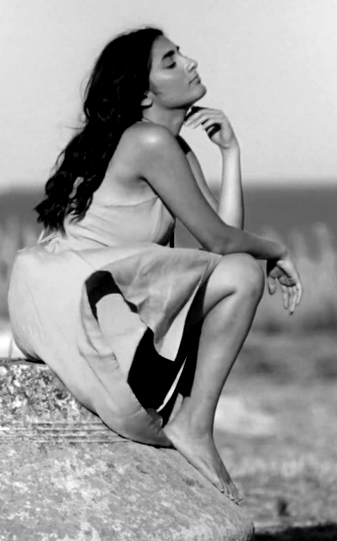
Swamy rotolo

Swamy Rotolo (* 14. August 2004 in Gioia Tauro) ist eine italienische Schauspielerin und Gewinnerin des David di Donatello in der Kategorie „Beste Hauptdarstellerin des Jahres 2022“ für ihre Darstellung in dem Film A Chiara.

## Leben und Karriere
Rotolos Debüt in einem Kinofilm fand 2017 in dem Coming-of-Age-Filmdrama Pio – A Ciambra von Jonas Carpignano statt. Vier Jahre später wurde sie als Protagonistin der Fortsetzung des Filmdramas mit dem Titel A Chiara ausgewählt. Für ihre Leistung wurde sie beim Cairo International Film Festival als beste Schauspielerin ausgezeichnet und erhielt den Europa Cinema Label Award in der Kategorie „Directors’ Fortnight“.
Später, nachdem sie die Nominierung für den David di Donatello 2022 erhalten hatte, gewann sie den Preis als beste Schauspielerin und wurde damit die bis dato jüngste Schauspielerin, die mit dieser Anerkennung ausgezeichnet wurde.

## Filmografie (Auswahl)
- 2017: Pio – A Ciambra
- 2021: A Chiara